# Culture libre
Pour l'ouvrage de Lessig, voir Culture libre (livre).
 (novembre 2018).
Si vous disposez d'ouvrages ou d'articles de référence ou si vous connaissez des sites web de qualité traitant du thème abordé ici, merci de compléter l'article en donnant les références utiles à sa vérifiabilité et en les liant à la section « Notes et références ».
 (octobre 2023).

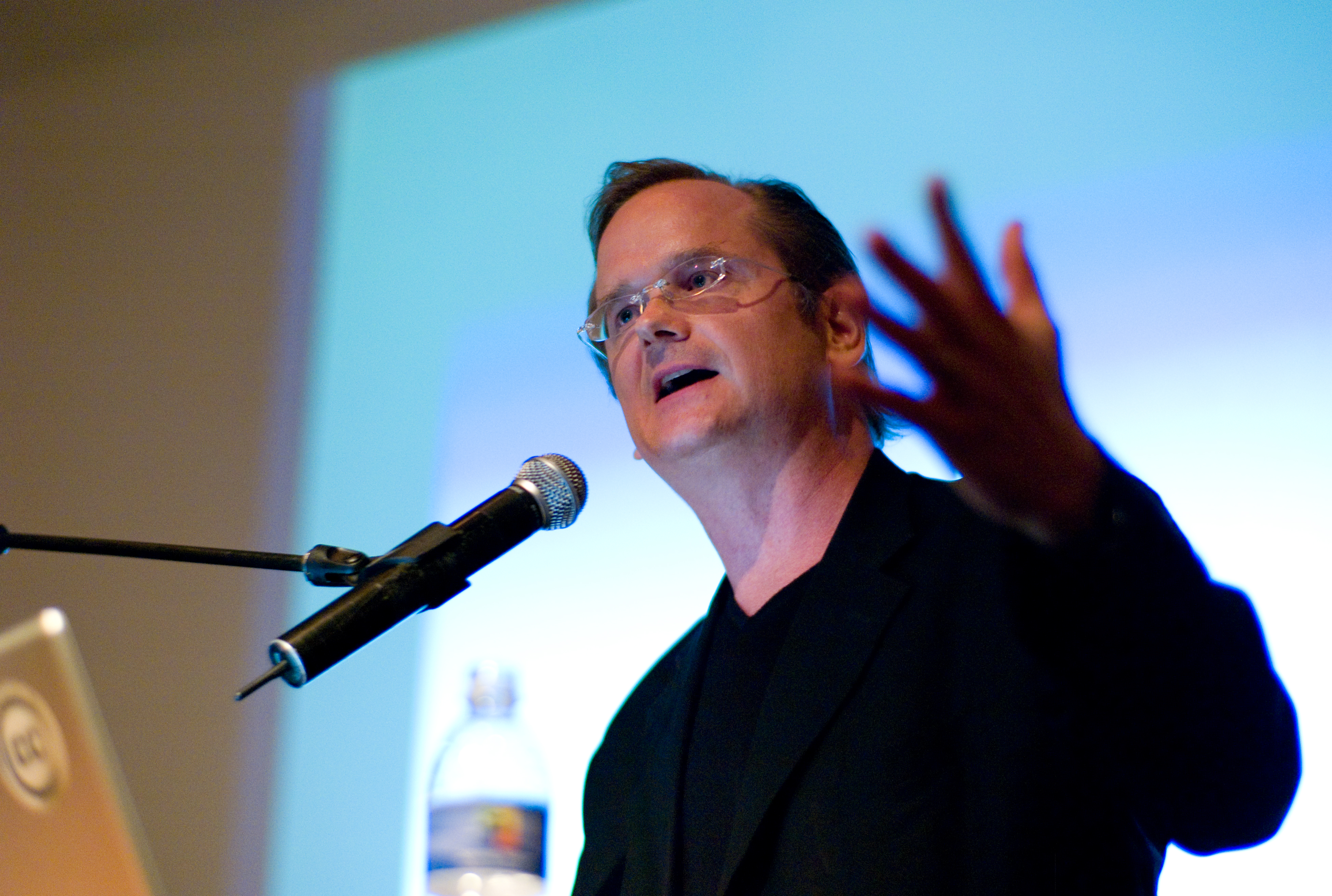
Lawrence Lessig, à l'origine des licences Creative Commons.

La culture libre est un mouvement social et une sous-culture qui promeut la liberté de distribuer et de modifier des œuvres de l'esprit sous la forme d'œuvres libres par l'utilisation d'internet ou, plus rarement, d'autres formes de médias. Il puise sa philosophie dans celle du logiciel libre en l'appliquant à la culture et à l'information, dans des domaines aussi variés que les arts, l'éducation, les sciences, etc..
La culture libre défend notamment l'idée que les droits d'auteurs ne doivent pas porter atteinte aux libertés fondamentales du public. La gestion des droits numériques (DRM) est, par exemple, dénoncée comme une entrave à la liberté d'usage du produit légalement acquis, alors que la protection du fonctionnement du produit (code source du programme, partition de musique, etc.) empêche l'utilisateur de modifier l'œuvre pour en faire sa propre version. Les mécanismes juridiques des licences libres attachées à la culture sont inspirés du logiciel libre : l'utilisation des licences art libre ou Creative Commons a ainsi permis l'émergence de la musique libre et de l'art libre.
Les défenseurs de la culture libre, appelés libristes, utilisent de façon détournée les monopoles accordés par les droits d'auteur en créant leurs propres licences libres, cela afin d'autoriser précisément les usages que les lois sur les droits d'auteur prescrivent par défaut. L'immense majorité des défenseurs de la culture libre prennent également position pour le droit à la vie privée, l'accès libre à l'information et la liberté d'expression sur Internet. Certains militants ont aussi pu commettre des actes illégaux au cours de leur combat, comme l'infraction au copyright (The Pirate Bay, Aaron Swartz) ou bien la divulgation de données confidentielles qu'ils considèrent comme d'intérêt public (Edward Snowden, Alexandra Elbakyan avec Sci-Hub).

## Histoire
Tu dis : « Cette pensée est à moi. » Non mon frère,

Elle est en toi, rien n'est à nous.

Tous l'ont eue ou l'auront. Ravisseur téméraire,

Au domaine commun bien loin de la soustraire,

Rends-la comme un dépôt : Partager est si doux !
— Henri-Frédéric Amiel, Rien n'est à nous

### La culture libre avant l'informatique
Les débats et controverses sur les licences et la protection légale des créations n'ont vraiment éclaté qu'au moment où les coûts et le temps de reproduction d'une œuvre chutèrent subitement dans les années 1980 en même temps qu'augmentait la puissance des processeurs. Si La Joconde de Léonard de Vinci est une œuvre de commande, unique puisqu'elle ne peut être admirée qu'à un seul endroit, le musée du Louvre, il suffit au XXIe siècle de moins d'une seconde pour répandre un morceau de musique ou une photographie à travers le monde via internet et chacun peut en posséder sa copie.
Cependant, « un morceau de musique » ou une représentation théâtrale ne sont pas tout à fait comparables à une œuvre littéraire, un logiciel, un moteur d’automobile... sauf si, pour la musique, il s'agit d'une œuvre créée par ordinateur sur un support informatique (on peut imaginer l’équivalent pour une pièce de théâtre).
Quand les compositions musicales et les supports littéraires de spectacles sont interprétés en présence du public, il s'agit de « ré-création » ou bien « d'interprétations de création » d'un compositeur et d'un auteur dramatique, destinées à ce public précis, et non d'une reproduction mécanique. Car un musicien et un acteur jouant devant un public sont influencés par ce dernier et chaque représentation est unique (pour d'autres raisons, la Joconde est unique, elle aussi, au moins jusqu'à présent, elle ne peut pas être reproduite à l'identique, elle ne le sera sans doute jamais).
Comme le précise Richard Stallman,

« le cas des logiciels aujourd'hui est très différent de celui des livres il y a un siècle. Le fait que la manière la plus facile de copier un programme soit entre voisins, le fait qu'un programme ait à la fois un code source et un code objet, bien distincts, et le fait qu'un programme soit utilisé plutôt que lu pour le plaisir, concourent à créer une situation dans laquelle celui qui fait appliquer un droit d’auteur fait du tort à la société, matériellement et spirituellement ; une situation dans laquelle personne ne doit agir ainsi, que ce soit ou non autorisé par la loi. »

### Naissance de l'informatique (1952-1984)

#### Les premiers conflits de propriété (1969-1984)

Expansion de la durée moyenne du droit d'auteur aux États-Unis.

À la fin des années 1960, alors que les systèmes d'exploitation et les compileurs de langage de programmation évoluent et se complexifient, les coûts de production des logiciels croissent rapidement. L'industrie du logiciel, en pleine croissance, affronte alors les constructeurs de matériels qui vendent des ordinateurs déjà équipés. Au terme du procès United States vs. IBM, le gouvernement américain décrète en janvier 1969 que les ordinateurs vendus avec le système d'exploitation sont une concurrence déloyale. De plus en plus de logiciels deviennent ainsi payants avec des licences contraignantes pour l'utilisateur.

#### Fragmentation de la culture hacker
À partir de la fin des années 1970, les vendeurs d'ordinateurs et les éditeurs de logiciels commencent à facturer à leurs clients les licences des programmes. Ils imposent des restrictions légales sur les nouveaux développements de logiciels au moyen du droit d’auteur, de marques déposées et de contrats de leasing
En 1976, Bill Gates écrit une lettre dans laquelle il exprime sa frustration de voir se répandre son programme Altair BASIC dans la communauté des hobbyistes, alors même qu'ils ne payaient pas de licence d'exploitation. Dès cette époque, la culture hacker commence à se diviser entre les partisans d'un échange libre du code source et les défenseurs des droits d'auteur. En 1979, AT&T décide de vendre le système UNIX, jusqu'alors gratuit mais interdit de redistribution, et renforce ses licences de logiciels. La même année, le programmeur Brian Reid place une bombe à retardement, c’est-à-dire qu’après un certain temps le logiciel ne fonctionne plus, dans le langage Scribe pour restreindre l'accès du logiciel à une certaine durée. Richard Stallman proclame qu'il s'agit là d'un « crime contre l'humanité. » Il décide alors d'écrire un programme concurrent, mais cette fois libre, qu'il achève en 1986 : textinfo.
En 1980, Stallman se voit refuser l'accès au code source du logiciel de l'imprimante laser Xerox 9700 du AI Lab. Le même avait auparavant modifié le programme de l'ancienne imprimante (une imprimante xérographique XPG), qui possédait un logiciel ouvert, afin qu'elle envoie automatiquement un message à l'utilisateur lorsque son document était imprimé. En effet, l'imprimante est située à l'étage des machines différent de celui la majorité de ses utilisateurs. Stallman comprend alors que le fait de ne pas pouvoir modifier librement le code source d'un logiciel peut constituer un inconvénient pour tout le monde. De fait, en février 1984, il quitte son emploi au MIT pour se consacrer au développement d'un système d'exploitation entièrement libre, le projet GNU.

### La naissance du projet GNU et de la culture libre (1984-1991)
Le point de départ de la culture libre, telle qu'on la connaît aujourd'hui, est la création du mouvement du logiciel libre et du projet GNU par Richard Stallman en 1984. Une véritable communauté se crée autour du logiciel libre dans laquelle commence à se développer un ensemble de références culturelles. Le manifeste GNU est écrit par Richard Stallman en 1985 pour demander un soutien au développement du système d'exploitation GNU.

« GNU, l'acronyme de GNU's Not Unix (GNU N'est pas Unix), est le nom du système complet de logiciels, compatible avec Unix, que je suis en train d'écrire pour pouvoir le donner [give away free] à qui en aura l'usage. J'ai l'aide de plusieurs autres bénévoles. Les contributions en temps, en argent, en logiciel et en équipement nous sont indispensables. »

— Richard Stallman, Manifeste GNU

### Essor des logiciels libres dans l'industrie (années 2000)

#### Ubuntu (2004) et Android (2008), les premiers systèmes grand public
À partir des années 2000, des logiciels libres comme HandBrake, VLC, OpenOffice, GIMP ou Firefox connaissent progressivement une grande popularité auprès du grand public.

#### Adoption du logiciel libre par les multinationales
- Collaboration entre les multinationales et la communauté du libre
- Google : Chromium, Android, Chromium OS, Google Developers, Projet Ara, Google Summer of Code
- Fondation Linux

#### La musique, la photographie et la connaissance
Au vu du succès du logiciel libre, les licences libres ont été appliquées à d'autres domaines, avec la création de l'encyclopédie Wikipédia en 2001, puis avec la naissance de l'art libre, et notamment de la musique libre avec la création du site musique-libre.org en 2004, puis Jamendo en 2005. En parallèle, une partie de la communauté du libre s'attache à défendre un internet libre, avec notamment la création du collectif La Quadrature du Net en 2008.
- WPLOS (2000), OpenMap (2004), Encyclopedia of Life (2008)

#### Protection de la vie privée, surveillance globale et neutralité du net
- Wikileaks, TOR, TrueCrypt, SecureDrop, Tails
- DuckDuckGo (2008)
- Redécentralisation d'Internet
- Systèmes d'exploitation libres

## Acteurs de la culture libre

### Développeurs
- Jason Rohrer

### Associations
- Framasoft
- AFUL
- APRIL
- Free Software Foundation
- Free Software Foundation Europe
- Electronic Frontier Foundation
- La Quadrature du Net
- Creative Commons
- Wikimedia
- Linuxfr
- Chatons

### Crackers
Les Cracker (informatique)sont des pirates informatiques spécialisés dans le cassage de logiciel.

### Entreprises
Société de services en logiciels libres

## Culture libre et Internet libre
Le réseau internet est le vecteur privilégié de propagation de la culture libre. Inversement l’existence d'internet repose sur les logiciels libres. Ainsi selon Benjamin Bayart, Internet et logiciels libres « sont deux facettes d'un même objet ».

### Communautés
- Mastodon (réseau social)
- diaspora*
- Groupe d'utilisateurs Linux
- Communauté du logiciel libre
- Groupe d'utilisateurs Linux
- Suckless.org

### Vocabulaire hacker
- Warez
- Culture hacker
- Éthique hacker
- cracking
- blobs

### Collaboration et entraide
Forum et boards : Reddit

### Culture populaire libre
- Free Software Song

### Médias et audiovisuel
- TPB AFK
- Citizenfour
- Code Rush (en)
- Revolution OS
- The Internet's Own Boy: The Story of Aaron Swartz
- Internet ou la révolution du partage
- Nothing to Hide
- Big Buck Bunny

## Économie de la création libre

### L'œuvre est libre, le service payant

#### Dans l'industrie musicale
- Concert, merchandising

### Économie du don volontaire
- PayPal, Campagnes de don Wikipedia

### Sociétés de l'économie du libre
- Google, Red Hat, Canonical

### Difficultés
Le mouvement libre ne s'oppose pas aux transactions commerciales tant que les libertés définies dans la licence libre sont respectées. On retrouve une approche économique assez classique selon laquelle la suppression des barrières à l'entrée due à la rétention d'information doit concourir à la création d'un prix équitable.
Les licences qui restreignent les droits accordés aux utilisateurs à d'autres fins que la préservation des libertés conférées, notamment des restrictions commerciales, ne sont donc pas des licences libres.
Le libre n'est pas conditionné par la gratuité, et la gratuité n'implique rien vis-à-vis du libre. Cette erreur est d'autant plus difficile à dissiper que le mot libre est parfois synonyme de gratuité (entrée libre, etc.). Cet amalgame est encore plus marqué dans les pays anglophones où le mot « free » est homonyme de libre et de gratuit.
Enfin du fait même des libertés caractérisant le mouvement du libre, tout acquéreur d'une œuvre libre peut en distribuer autant de copies qu'il le souhaite, au prix qu'il le veut. Chaque possesseur d'une copie d'une œuvre libre peut donc partager des copies gratuites. Pour le libre la gratuité n'est donc pas un objectif, mais un simple effet de bord.
La confusion s'est également grandement amplifiée depuis l'apparition de Creative Commons qui diffuse les populaires licences éponymes. Certaines de ces licences sont libres, et d'autres non, car elles interdisent par exemple la diffusion commerciale, ou les modifications. Les tensions créées par l'emploi de l'expression de licence libre pour désigner de telles licences ont engendré de nombreux et longs débats houleux sur internet, avec des interrogations sur « la liberté du mot libre ». Les partisans de ces licences plus restrictives emploient désormais généralement le terme de licences de libre diffusion. Elle correspondent en définitive plus à des licences de gratuiciel. Creative Commons signale les licences libres par le logo « approved for free cultural works » dans les résumés de celles-ci, mais ne présente pas de logo contraire pour ses autres licences.

## Société de l'information

### Quatre libertés du logiciel libre (R. Stallman)
- Liberté 0 : liberté d’utiliser le logiciel, pour quelque usage que ce soit
- Liberté 1, « s'aider soi-même » : liberté d’étudier le fonctionnement du programme, et de l’adapter à vos propres besoins
- Liberté 2, « aider son voisin » : liberté de redistribuer des copies
- Liberté 3, « aider sa communauté » : liberté d’améliorer le programme et de publier des améliorations

## Le mouvement libre en politique
La communauté du libre est engagée politiquement, pour combattre les lois ou projets de lois pouvant porter atteinte à la diffusion d’œuvres libres, comme les brevets logiciels, mais également les lois visant à contrôler le réseau Internet ou menaçant sa neutralité (comme ACTA, Hadopi, Loppsi 2). La communauté propose inversement des lois visant à défendre la neutralité d'internet.
Des outils ont été développés par les acteurs du libre afin de faciliter l'action politique. C'est par exemple le cas du site candidats.fr développé par l'April, et de Mémoire Politique développé par La Quadrature du Net.
On peut aussi nommer le parti Pirate qui reprend de nombreuses idées de la culture libre.

## Projets principaux
Les projets suivants sont devenus de véritables références au sein de la communauté du libre :

### Logiciels
Le logiciel libre naît en 1984 avec la création par Richard Stallman du Projet GNU et du manifeste GNU. S'il existe aujourd'hui plusieurs milliers de projets libres à travers le monde, les logiciels suivants ont été largement adoptés par le monde de l'informatique en y introduisant des progrès techniques, des solutions ou des standards nouveaux.

#### Systèmes d'exploitations
Les systèmes d'exploitations libres occupent 2 % du marché des ordinateurs, 53 % des smartphones, 34 % des tablettes et 36 % des serveurs. De plus, 98 % des superordinateurs utilisent le noyau libre Linux. Ne sont indiqués que les systèmes les plus influents, qu'ils soient populairement adoptés ou bien reconnus dans leur domaine :
| Logo | GNU/Linux et dérivés | Création         | Inventeur                                                     | Support                    | Notes                                                                                                  | Licence                                                     |
| ---- | -------------------- | ---------------- | ------------------------------------------------------------- | -------------------------- | --- | ----------------------------------------------------------- |
|      | Debian               | 1996             | Ian Murdock                                                   | Ordinateur                 | Grand public, serveurs                                                                                 |                                                             |
|      | Ubuntu               | 2004             | Canonical Ltd.                                                | Ordinateur                 | Grand public, serveurs                                                                                 |                                                             |
|      | Mint                 | 2006             | Clement Lefebvre                                              | Ordinateur                 | Grand public                                                                                           |                                                             |
|      | Kali                 | 2006 (BackTrack) |                                                               | Ordinateur                 | Sécurité                                                                                               |                                                             |
|      | Tails                | 2009             |                                                               | Ordinateur                 | Confidentialité                                                                                        |                                                             |
|      | Trisquel             | 2007             |                                                               | Ordinateur                 | Entièrement libre                                                                                      |                                                             |
|      | Fedora               | 2003             |                                                               | Ordinateur                 | Grand public                                                                                           |                                                             |
|      | RHEL                 | 2000             | Red Hat                                                       | Ordinateur                 | Postes entreprises, serveurs                                                                           |                                                             |
|      | CentOS               | 2004             |                                                               | Ordinateur                 | Principalement pour serveurs                                                                           |                                                             |
|      | Scientific           | 2004             | Fermilab, CERN                                                | Ordinateur                 | Développé par Fermilab pour la recherche scientifique                                                  |                                                             |
|      | Gentoo               | 2002             | Daniel Robbins                                                | Ordinateur                 | Conçue pour être modulaire, portable et optimisée pour le matériel de l'utilisateur                    |                                                             |
|      | Chrome OS            | 2009             | Google                                                        | Netbook                    | Applications web. Contient du code non libre. Chromium OS est la version entièrement libre du système. |                                                             |
|      | Android              | 2008             | Google                                                        | Mobile, systèmes embarqués | Contient du code non libre. Replicant est une version entièrement libre du système.                    |                                                             |
|      | Tizen                | 2012             | Tizen Association                                             | Mobile, systèmes embarqués | Grand public. Développé par Intel et Samsung                                                           |                                                             |
|      | SteamOS              | 2013             | Valve Corporation                                             | Console de jeux vidéo      | Développé par Valve depuis 2013.                                                                       |                                                             |
|      | BSD et dérivés       | Création         | Inventeur                                                     | Support                    | Note                                                                                                   | Licence                                                     |
|      | FreeBSD              | 1993             | William Jolitz et Lynne Jolitz                                | Ordinateur                 | Vise les hautes performances et la simplicité d'utilisation pour l'utilisateur final                   | Simplified BSD, FreeBSD Documentation License               |
|      | OpenBSD              | 1996             | Theo de Raadt                                                 | Ordinateur                 | Vise la sécurité et la pureté du code                                                                  | BSD, ISC, ATU                                               |
|      | NetBSD               | 1993             | Chris Demetriou, Theo de Raadt, Adam Glass, et Charles Hannum | Ordinateur                 | Vise la portabilité maximale                                                                           |                                                             |
|      | Darwin               | 2000             | Apple Inc.                                                    | Ordinateur                 | Forme toujours la couche système de base de OS X et d'iOS                                              | Apple Public Source License, avec des drivers propriétaires |

#### Langages de programmation
| Logo | Langage | Création | Inventeur          | Utilisation                                                          | Licence                                           |
| ---- | ------- | -------- | ------------------ | -------------------------------------------------------------------- | ------------------------------------------------- |
|      | Perl    | 1987     | Larry Wall         |                                                                      | Artistic License et Licence publique générale GNU |
|      | Python  | 1990     | Guido van Rossum   | Programmation impérative structurée, fonctionnelle et orientée objet | Python Software Foundation License                |
|      | PHP     | 1994     | Rasmus Lerdorf     | Pages web dynamiques                                                 | Licence PHP                                       |
|      | Ruby    | 1995     | Yukihiro Matsumoto | Interprété, orienté objet et multi-paradigme                         | Licence Ruby, BSD 2, GPLv2, Licence BSD           |
|      | Java    | 1995     | Sun Microsystems   |                                                                      | GNU GPL                                           |
|      | Go      | 2009     | Google Inc.        |                                                                      | Licence BSD, breveté                              |
|      | Rust    | 2006     | Mozilla            |                                                                      | Licence Apache et licence MIT                     |

#### Applications grand public
Les navigateurs web libres occupent 59 % des parts de marché mondiales en décembre 2015.
VLC, eMule, OpenOffice/LibreOffice, Mozilla Firefox et AdBlock, tous des logiciels libres, figurent parmi les applications les plus populaires de tous les temps.
| Logo | Application  | Création                                                 | Inventeur                                                        | Utilisation                               | Part de marché                                         | Note | Licence                            |
| ---- | ------------ | -------------------------------------------------------- | ---------------------------------------------------------------- | ----------------------------------------- | ------------------------------------------------------ | --- | ---------------------------------- |
|      | Firefox      | 2002                                                     | Mozilla Foundation                                               | Navigateur                                | 9 % (dec. 15)                                          | | MPL, GPL et LGPL                   |
|      | LibreOffice  | 1985 (StarOffice), 2002 (OpenOffice), 2011 (LibreOffice) | StarDivision (StarOffice), The Document Foundation (LibreOffice) | Bureautique                               |                                                        | | LGPL 3                             |
|      | VLC          | 2001                                                     | Étudiants de l'École Centrale de Paris                           | Lecteur multimédia                        | Téléchargé plus de trois milliard de fois              | | GPL                                |
|      | Audacity     | 1999                                                     | Dominic Mazzoni et Roger Dannenberg (Université Carnegie-Mellon) | Traitement sonore                         |                                                        | | GPL 2                              |
|      | Inkscape     | 2003                                                     | Fork du logiciel Gill de Ralph Levien                            | Traitement d'images vectorielles          |                                                        | | GPL                                |
|      | Calibre      | 2006                                                     | Govid Goyal                                                      | Gestionnaire de livres numériques         | Téléchargé plus de 3 millions de fois                  | | GPL 3                              |
|      | Adblock Plus | 2006                                                     | Michael McDonald, inspiré d'Adblock.                             | Bloqueur de publicité                     | Téléchargé plus de 300 millions de fois                | | GPL 3                              |
|      | GIMP         | 1995                                                     | Spencer Kimball et Peter Mattis                                  | Traitement d'images matricielles          |                                                        | | GPL 3                              |
|      | eMule        | 2002                                                     | Hendrik Breitkreuz                                               | Client P2P                                | 682 millions de téléchargements (SourceForge, jan. 16) | Inclut du contenu sous copyright.                                                                                   | GPL 2                              |
|      | Ares Galaxy  | 2002                                                     |                                                                  | Client P2P                                | 406 millions de téléchargements (SourceForge, jan. 16) | Inclut du contenu sous copyright.                                                                                   | GPL 2                              |
|      | Popcorn Time | 2014                                                     | Groupe de pirates de Buenos Aires                                | Client BitTorrent                         |                                                        | Inclut du contenu sous copyright. Fermé en mars 2014, puis popcorntime.io en octobre 2015, à la demande de la MPAA. | GPL 3                              |
|      | 7-zip        | 1999                                                     | Igor Pavlov                                                      | Compression de données                    | 409 millions de téléchargements (SourceForge, jan. 16) | | LGPL (avec des restrictions unRAR) |
|      | Bitcoin      | 2009                                                     | Satoshi Nakamoto et Gavin Andresen                               | Système monétaire                         |                                                        | | MIT                                |
|      | HandBrake    | 2003                                                     | Eric Petit                                                       | Conversion de fichiers                    |                                                        | | GPL, BSD                           |
|      | WINE         |                                                          |                                                                  | Implémentation GNU/Linux de l'API Windows |                                                        | |                                    |

#### Solutions professionnelles
| Logo | Application     | Création | Inventeur                                   | Utilisation                                                          | Part de marché                                                             | Note                                              | Licence                             |
| ---- | --------------- | -------- | ------------------------------------------- | -------------------------------------------------------------------- | -------------------------------------------------------------------------- | ------------------------------------------------- | ----------------------------------- |
|      | WireShark       | 1998     | Gerald Combs                                | Sécurité (analyseur de paquets)                                      |                                                                            |                                                   | GPL                                 |
|      | Snort           | 1998     | Martin Roesch                               | Sécurité                                                             |                                                                            |                                                   | GPLv2+                              |
|      | TrueCrypt       | 2004     | Basé sur E4M de Paul Le Roux                | Sécurité (cryptage de données)                                       |                                                                            | Arrêté en 2014. Forké par VeraCrypt et CipherShed | TrueCrypt Collective License        |
|      | Aircrack        |          | Thomas d'Otreppe de Bouvette                | Sécurité (sniffer de paquets)                                        |                                                                            |                                                   | GPL                                 |
|      | SecureDrop      | 2013     | Aaron Swartz et Kevin Poulsen               | Sécurité (communication sécurisée entre un journaliste et sa source) | Leader                                                                     |                                                   | AGPL                                |
|      | ClamAV          |          |                                             | Antivirus                                                            |                                                                            |                                                   | GPL                                 |
|      | LAMP            |          |                                             | Suite logiciel pour serveur                                          |                                                                            |                                                   |                                     |
|      | John The Ripper |          | Solar Designer (Openwall)                   | Sécurité (cassage de mot de passe)                                   |                                                                            |                                                   | GPL                                 |
|      | nmap            | 1997     | Fyodor                                      | Sécurité (scanner de ports)                                          |                                                                            |                                                   |                                     |
|      | FileZilla       | 2001     | Tim Kosse                                   | Client FTP                                                           |                                                                            |                                                   | GPL                                 |
|      | GCC             | 1987     | Richard Stallman                            | Développement                                                        |                                                                            |                                                   |                                     |
|      | emacs           | 1984     | Richard Stallman                            | Développement                                                        | 1,9 % (2014)                                                               |                                                   |                                     |
|      | Vim             | 1991     | Bram Moolenaar                              | Développement                                                        | 4,4 % (2014)                                                               |                                                   |                                     |
|      | Git             | 2005     | Linus Torvalds                              | Gestion de version logiciel                                          |                                                                            |                                                   | GPL                                 |
|      | Eclipse         | 2001     | IBM Cary NC lab                             | Développement                                                        | 17,7 % (2014)                                                              |                                                   | Eclipse Public License              |
|      | Notepad++       | 2003     |                                             | Développement                                                        | 28 % (2014)                                                                |                                                   | GPL                                 |
|      | NetBeans        | 1996     | Étudiants de l'université Charles de Prague | Développement                                                        | 8,3 % (2014)                                                               |                                                   | CDDL/ GPL                           |
|      | Blender         | 1995     | Not a Number Technologies (NaN) et NeoGeo   | Graphisme 3D                                                         |                                                                            |                                                   | GPL                                 |
|      | LaTeX           | 1985     | Leslie Lamport                              | Système de composition de documents scientifiques                    |                                                                            |                                                   | LaTeX Project Public License (LPPL) |
|      | Slurm           |          |                                             | Ordonneur de tâche pour le noyau Linux                               | Utilisé sur la majorité des plus puissants supercalculateurs de la planète |                                                   | GPL                                 |
|      | VirtualBox      | 2007     | Innotek                                     | Virtualisation                                                       |                                                                            |                                                   | GPL                                 |

#### Internet et réseaux
|  |            | Création | Inventeur | Utilisation | Notes | Licence |
|  | ---------- | -------- | --------- | ----------- | ----- | ------- |
|  | Apache     |          |           |             |       |         |
|  | MySQL      |          |           |             |       |         |
|  | PostgreSQL |          |           |             |       |         |
|  | Drupal     |          |           |             |       |         |
|  | WordPress  |          |           |             |       |         |
|  | Magento    |          |           |             |       |         |
|  | Tor        |          |           |             |       |         |
|  | OpenSSH    |          |           |             |       |         |
|  | OpenSSL    |          |           |             |       |         |
|  | OpenPGP    |          |           |             |       |         |
|  | BIND       |          |           |             |       |         |
|  | Asterisk   |          |           |             |       |         |
|  | VNC        |          |           |             |       |         |
|  | Sendmail   |          |           |             |       |         |
|  | I2P        |          |           |             |       |         |

### Sites web
| Logo | Site                             | Création | Inventeur                                                   | Activité                                                                                         | Rang Alexa (01/16) | Note                                                                                              |
| ---- | -------------------------------- | -------- | ----------------------------------------------------------- | ------------------------------------------------------------------------------------------------ | ------------------ | ------------------------------------------------------------------------------------------------- |
|      | PLOS (Public Library of Science) | 2000     | Patrick O. Brown et Michael Eisen                           | Publication scientifique à accès ouvert                                                          |                    |                                                                                                   |
|      | Wikipédia                        | 2001     | Jimmy Wales et Larry Sanger                                 | Encyclopédie collaborative                                                                       | 7                  |                                                                                                   |
|      | The Pirate Bay                   | 2003     | Gottfrid Svartholmand et Fredrik Neij (de Piratbyrån)       | Moteur de recherche BitTorrent                                                                   | 3 457              |                                                                                                   |
|      | isoHunt                          | 2003     | Gary Fung                                                   | Moteur de recherche BitTorrent                                                                   | 12 451             |                                                                                                   |
|      | OpenStreetMap                    | 2004     | Steve Coast                                                 | Carte collaborative                                                                              |                    | Utilisé par Craigslist, Geocaching, MapQuestOpen ou encore Foursquare. Aide humanitaire.          |
|      | Dogmazic                         | 2004     | Association Musique Libre!                                  | Site Web d'écoute et de téléchargement de musique libre                                          |                    | 51 066 morceaux par 4406 groupes et 325 labels sous 35 licences différentes (01/11).              |
|      | Jamendo                          | 2005     | Pierre Gérard Laurent Kratz Sylvain Zimmer                  | Site gratuit de musique, communauté internationale d'artistes indépendants et de fans de musique |                    | Plus de 250 millions de téléchargements (01/15)                                                   |
|      | WikiLeaks                        | 2006     | Julian Assange                                              | Organisation journalistique publiant des secrets et des fuites                                   | 16 030             | Encourage l'adoption de logiciels libres pour lutter contre la censure et la surveillance globale |
|      | Encyclopedia of Life             | 2008     | Jim Edwards et l'équipe de développement de David Patterson | Encyclopédie collaborative du monde vivant                                                       | 57 877             | L'objectif est de répertorier les 1,9 milliard d'espèces connues.                                 |
|      | DuckDuckGo                       | 2008     | Gabriel Weinberg                                            | Moteur de recherche (protection de la vie privée)                                                | 627                | Consacre une partie de ses revenus à financer des projets libres,                                 |
|      | Wikidata                         | 2012     | Wikimedia Foundation                                        | Base de données collaborative                                                                    | 19 615             |                                                                                                   |

### Créations artistiques

| Titre                           | Auteur/Créateur | Genre                      | Date | Notes                                                                 |
| ------------------------------- | --------------- | -------------------------- | ---- | --------------------------------------------------------------------- |
| L’Homme qui plantait des arbres | Jean Giono      | Littérature                | 1953 | « J'ai donné mes droits gratuitement pour toutes les reproductions. » |
| Big Buck Bunny                  |                 | Court-métrage              |      |                                                                       |
| Elephants Dream                 |                 | Court-métrage              |      |                                                                       |
| Sintel                          |                 | Court-métrage              |      |                                                                       |
| Sita Sings the Blues            |                 | Long-métrage               |      |                                                                       |
| TPB AFK                         |                 | Documentaire               |      |                                                                       |
| Projet Gutenberg                |                 | Projet                     |      |                                                                       |
| Wikisource                      |                 | Projet                     |      |                                                                       |
| Wikimedia Commons               |                 | Hébergeur de photographies |      |                                                                       |

### Licences et formats

#### Formats
.pdf, .avif, .png, .gif, .svg, .ogg, .flac, .mkv, .tar, .odt, .epub, markdown, HTML

#### Licences et pratiques
Les licences libres sont une forme de concrétisation de la culture libre. Une œuvre sous licence libre possède quatre caractéristiques fondamentales :
- la liberté d'utiliser l'œuvre pour tous les usages ;
- la liberté de la copier et de diffuser des copies ;
- la liberté de l'étudier ;
- la liberté de la modifier et de diffuser des copies de l'œuvre résultante.

Si la liberté d'étudier une œuvre est acquise pour un texte, elle est plus complexe et contraignante dans le cas d'autres œuvres, car elle implique que l'auteur distribue aussi les documents permettant de reproduire l'œuvre. Par exemple, pour une œuvre musicale, cela implique la distribution non seulement de l'interprétation de l'œuvre musicale, mais aussi de la partition musicale et des autres détails de l'enregistrement de l'œuvre. Pour un logiciel informatique, la liberté d'étudier implique la distribution du code source du logiciel.
Un certain nombre d'acteurs du logiciel libre estiment que les libertés données par les licences libres doivent s'adapter au type d’œuvre. Ainsi, Richard Stallman promeut l'usage des licences libres uniquement pour la première des trois catégories d'œuvres qu'il distingue :
1. les œuvres à usages pratiques ;
2. l'expression d'opinion ;
3. l'art[36].

Ce point de vue est contesté par les personnes attachées à une idée plus large de la culture libre.
| Logo | Licence          | Créateur         | Date | Droits |
| ---- | ---------------- | ---------------- | ---- | ------ |
|      | GNU GPL          | Richard Stallman |      |        |
|      | GNU LGPL         | Richard Stallman |      |        |
|      | GNU AGPL         | Richard Stallman |      |        |
|      | MIT              |                  |      |        |
|      | BSD              |                  |      |        |
|      | Apache           |                  |      |        |
|      | Creative Commons |                  |      |        |
|      | Open Access      |                  |      |        |
|      | Copyleft         |                  |      |        |

### Biens matériels
- Électronique : Arduino ;
- Ordinateur : Novena (2014) ;
- Machines industrielles : Open Source Ecology, RepRap, Open Compute Project ;
- Robot : iCub, OpenROV ;
- Environnement : WikiHouse (en) ;
- Boisson : Free Beer, OpenCola.

### Associations
- Droits et libertés sur internet : La Quadrature du Net, Creative Commons, Electronic Frontier Foundation, French Data Network ;
- Logiciel libre : Fondation Linux, Free Software Foundation, Open Source Initiative, Open Whisper ;
- Partis politiques : Parti Pirate ;

## Personnalités
En mai 2012, le Framablog (blog de l'association française Framasoft) fait un appel à ses lecteurs pour déterminer quels sont les libristes français les plus populaires. Dans la liste des propositions (ainsi que d'autres personnages clefs, qui ont acquis une certaine influence), on retrouve, entre autres :
- Alexis Kauffmann
- Benjamin Bayart
- Bernard Lang
- Bernard Stiegler
- Fabrice Epelboin
- Florence Devouard
- François Elie
- Jean-Marc Manach
- Jérémie Zimmermann
- Laurent Chemla
- Philippe Aigrain
- Roberto Di Cosmo
- Samuel Hocevar
- Thierry Stœhr
- Tristan Nitot
- Valentin Lacambre

On peut également citer :
- Aaron Swartz (1986-2013), impliqué dans le développement de RSS, du Markdown et de Creative Commons
- Alexandre Oliva
- Alex MacGillivray
- Anonymous
- Audrey Tang
- Benjamin Bayart (1973-), président de French Data Network de 1997 à 2013
- Benjamin Sonntag
- Birgitta Jónsdóttir
- Bram Cohen (1975-), fondateur de BitTorrent
- Bram Moolenaar
- Chris Montgomery
- Clay Shirky
- Cory Doctorow
- Daniel Stenberg
- David Revoy
- Eben Moglen (1959-), coauteur de la licence publique générale GNU
- Edward Snowden (1983-), à l'origine des révélations de surveillance globale
- Grégory Fabre, du collectif HelloQuitteX et cofondateur de Terra eco
- Guillaume Champeau
- Heather Brooke (en)
- Ian Jackson
- Ian Murdock (1973-2015), fondateur de Debian
- Jacob Appelbaum (1983-), un des principaux artisans du projet Tor
- Jean-Baptiste Kempf
- Jean-Pierre Archambault (-2025), ancien président de l'association Enseignement public et informatique
- Jérémie Zimmermann, cofondateur de La Quadrature du Net
- Jimmy Wales (1966-), cofondateur de Wikipédia
- John Perry Barlow (1947-), fondateur de l'Electronic Frontier Foundation et rédacteur de la Déclaration d'indépendance du cyberespace
- Judd Vinet
- Julian Assange (1971-), fondateur de Wikileaks
- Marcello Vitali-Rosati
- Mark Shuttleworth (1973-), fondateur d'Ubuntu
- Kat Walsh
- Keith Packard
- Lawrence Lessig (1961-), fondateur des licences Creative Commons
- Lennart Poettering
- Linus Torvalds (1969-), créateur du noyau Linux
- Matthew Garrett
- Mark Shuttleworth
- Mitchell Baker
- Pamela Jones (en)
- Patrick Volkerding
- Peter Murray-Rust (1941-), scientifique et militant pour le libre accès et l'Open data
- Peter Suber (1951-), philosophe du libre accès
- Peter Sunde (1978-), cofondateur de The Pirate Bay
- Richard Stallman (1953-), fondateur des logiciels libres et du projet GNU
- Rickard Falkvinge
- Sebastian Thrun
- Stéphane Bortzmeyer
- Susan Landau
- Theo de Raadt
- Tim Berners-Lee (1955-), inventeur du World Wide Web